# Nicolaes Petter

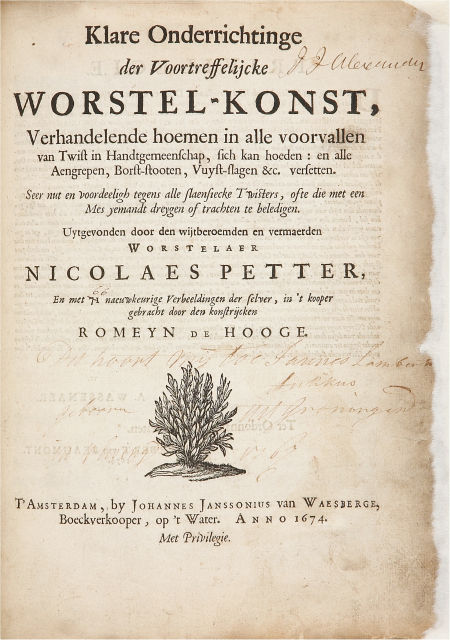
Omslag van het boek Klare Onderrichtinge der Voortreffelijcke Worstel-konst

Nicolaes (Claes) Petter (17e eeuw) was een Nederlands wijnkoper en worstelaar. Hij is vooral bekend door zijn boek Klare Onderrichtinge der Voortreffelijcke Worstel-konst, uitgegeven in 1674, met 71 etsen van Romeyn de Hooghe. Het wordt als een van de belangrijkste boeken over de ongewapende strijd uit deze tijd gezien.
Petter werkte in een biertuin met danslokaal ("lusthof met mighel kit/danskamer") in Amsterdam. Later opende hij zijn eigen wijnzaak aan de Prinsengracht, in een huis dat hij de Gustaafsburgh noemde. Hij had een grote belangstelling voor het klassieke Griekenland: de mythologie, de filosofie en ook de sport. Hij deelde deze belangstelling met andere kooplieden uit Amsterdam. In dit verband begon hij hen worstelles te geven. Zelf werd hij een bekend worstelaar.
In die tijd bestonden er al veel boeken over de gewapende krijgskunst, maar nog niets over de ongewapende strijd. Daarom had zijn boek veel impact. Het is vertaald in het Duits, het Engels en het Frans. Exemplaren van zijn boek worden bewaard in verschillende musea, waaronder het Rijksmuseum Amsterdam.

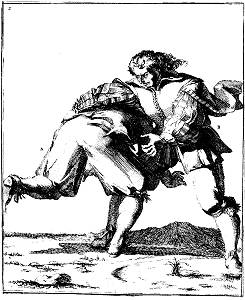
Illustratie 2
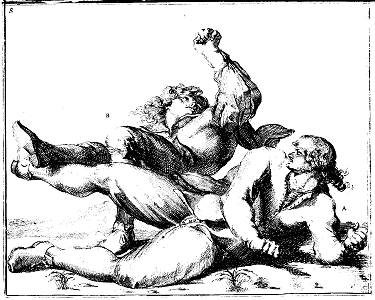
Illustratie 8
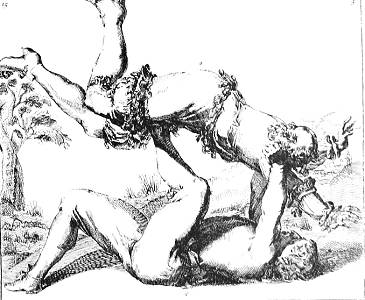
Illustratie 15